# Castelo de Conwy

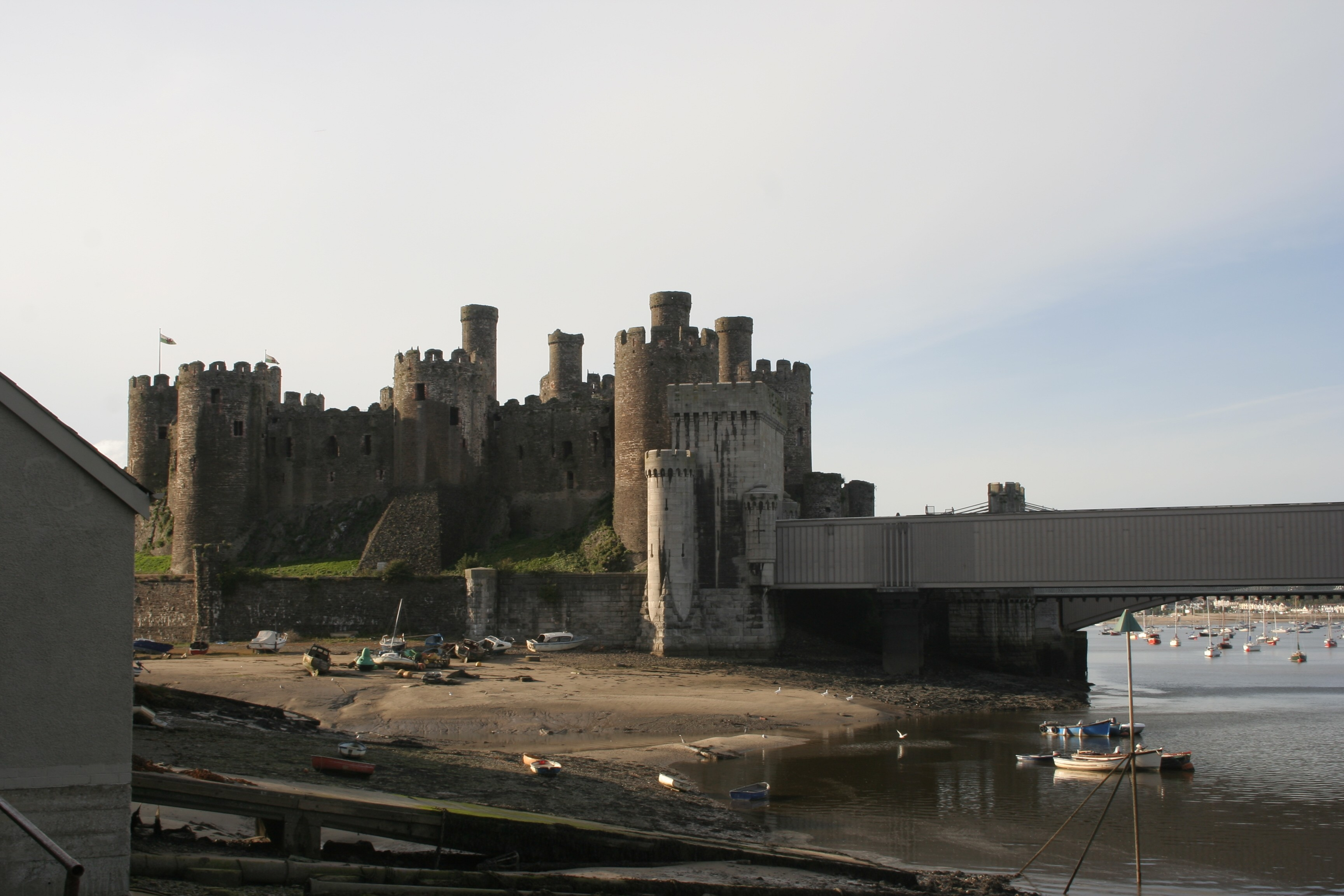
Vista geral do Castelo de Conwy

O Castelo de Conwy (em inglês:  Conway Castle; Castell Conwy em galês) é um castelo localizado em Conwy, na costa norte do País de Gales, Reino Unido. Está classificado como Património Mundial da Humanidade, integrado no sítio Castelos e Muralhas do Rei Eduardo em Venedócia. Encontra-se classificado como um listed building com o Grau I desde 23 de setembro de 1950.

## Construção
O castelo foi construído entre 1283 e 1289, durante a segunda campanha do rei Eduardo I de Inglaterra no Norte de Gales. O desenho e obras foram supervisionados pelo mestre pedreiro James of St. George, usando 1,500 trabalhadores e pedreiros. Na construção do castelo e das defesas da cidade, estima-se que tenham sido gastas 15.000 libras (correspondentes a 162 milhões em 2009), a maior soma numa só estrutura gasta por Eduardo I, em qualquer dos seus castelos galeses, entre 1277 e 1304.
Conwy assemelha-se superficialmente a um castelo concêntrico, mas é mais precisamente descrito como uma fortificação linear porque, tal como o Castelo de Caernarfon, foi construído num promontório rochoso. Isto destinava-se a prevenir uma minagem subterrânea e também a guardar a entrada para o Rio Conwy. O promontório, com cerca de 15 metros (49 pés) de altura, estava originalmente rodeado pelo rio em dois lados. Com o advento da linha de caminho de ferro da Costa Norte de Gales, no século XIX, a recuperação de terras em volta do castelo isolaram-no do rio.

## Desenho

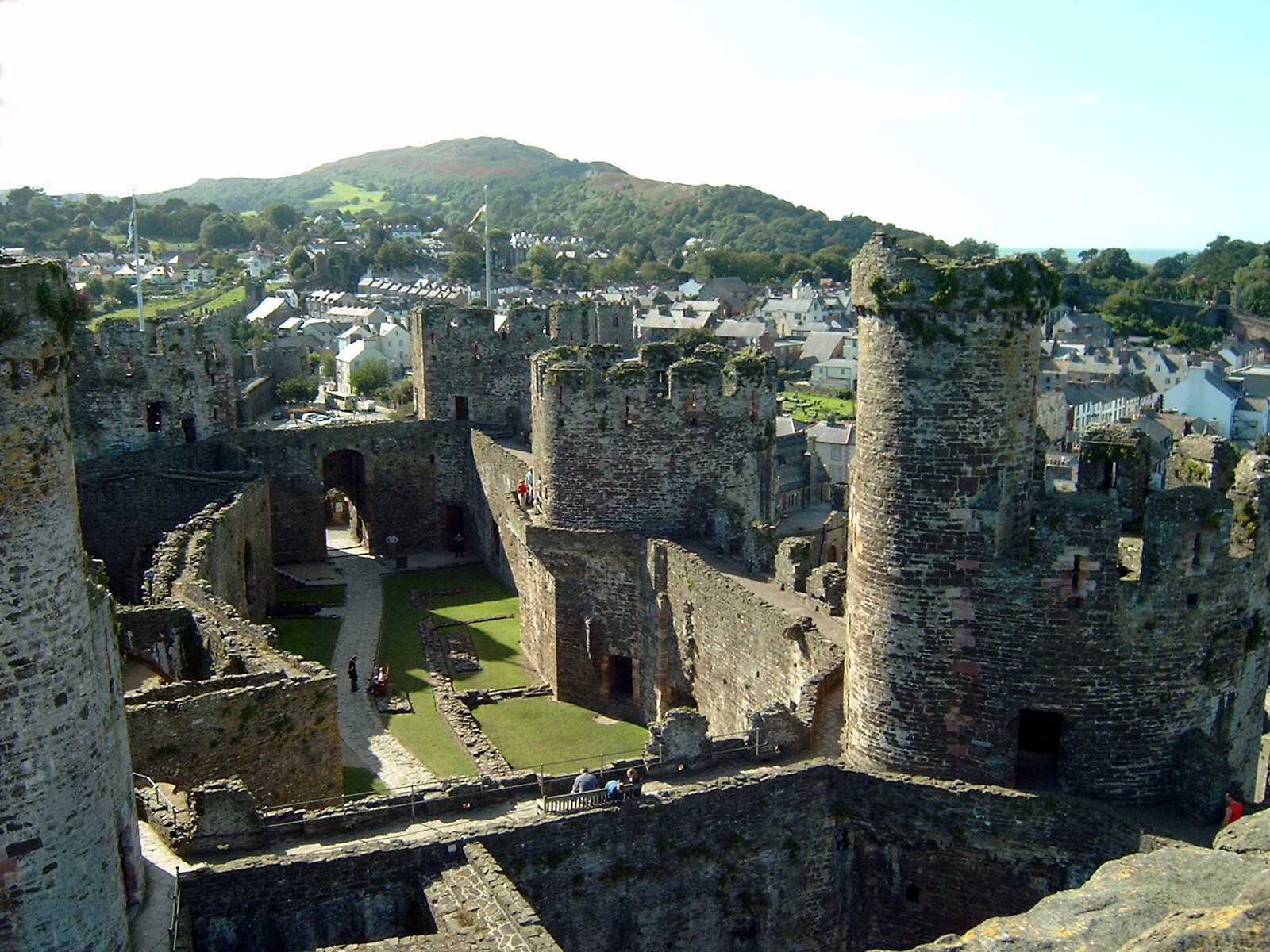
Pátio exterior do Castelo de Conway

A fortaleza está dividida num pátio exterior e num pátio interior. Estes, estão separados por uma muralha de 4,6 metros (15 pés) de espessura e uma funda vala na rocha. Cada pátio está protegido por quatro torres com mais de 21 metros (70 pés) de altura, 9,1 metros (30 pés) de diâmetros e consistindo em vários andares. As torres do pátio interior também possuem a defesa adicional de torretas.
O acesso ao castelo era feito, originalmente, por uma rampa com degraus - da qual sobrevive uma pequena parte - através duma ponte levadiça, por uma portaria com grade e pela barbacã. Então, quem entrava virava à esquerda, através da portaria principal, para o pátio interior. Este continha os principais aposentos habitacionais para a guarnição e a torre prisão. Uma muralha e portaria com uma enfiada de seteiras defendia o pátio interior. Esta parte continha o aquecido Apartamento Real e o Grande Hall. Na parte de trás do castelo existia uma outra barbacã quardando o lado do rio.
No século XIII, foi construída uma torre de vigia no lugar do actual Bodysgallen Hall. O seu propósito era actuar como local de vigilância em direcção à região norte, não facilmente observável a partir do próprio castelo. Alguma da pedra usada na construção do Castelo de Conwy tem sido associada a uma pedreira em Bodysgallen.

## História

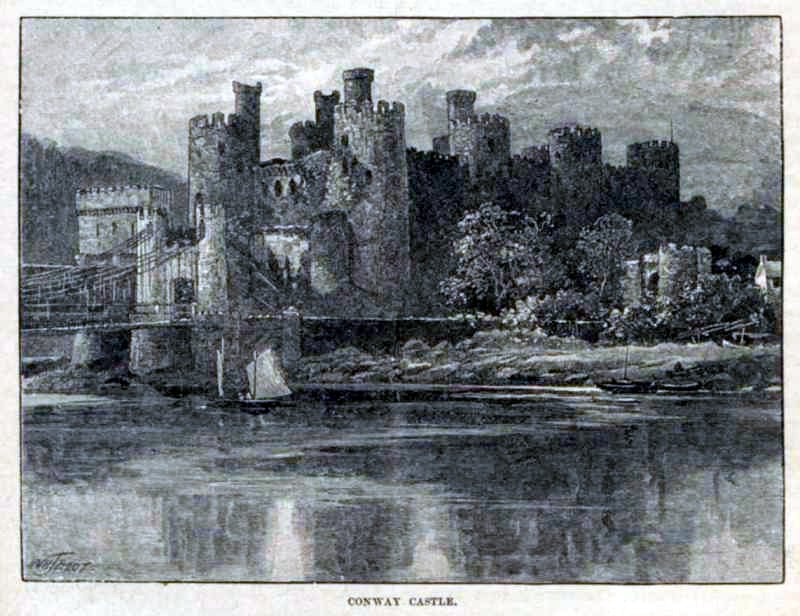
O Castelo de Conwy numa ilustração do início do século XX na Cassell's History of England

O Castelo de Conwy foi concluido em 1289. Seis anos mais tarde, Eduardo I foi sitiado aqui durante a rebelião de Madog ap Llywelyn. O cerco durou vários meses e os mantimentos começaram a escassear. No entanto, o castelo e a cidade não foram capturados. No século XIV, foram empreendidas alterações por ordem de Eduardo, o Príncipe Negro.
Em 1403, forças galesas lideradas por Rhys e Gwilym, filhos de Tudur ap Gronw, e os primos de Owain Glyndwr, capturaram o castelo e a guarnição inglesa. A fortaleza e os soldados foram, mais tarde, resgatados pelo rei Henrique IV de Inglaterra. Tudur ap Gronw foi um antepassado do rei Henrique Tudor. Em 1461, durante a Guerra das Rosas, Conwy foi tomada por William Herbert, 1º Conde de Pembroke (1423-1469), sob ordens do rei Eduardo IV de Inglaterra.
No início do século XVII, o, em tempos, grande Castelo Real estava degradado e, em grande medida, sem uso. No entanto, com a deflagração da Guerra Civil Inglesa, Conwy recebeu novamente guarnição pelo Rei (Carlos I de Inglaterra). Foi capturado, em 1646, depois dum cerco de três meses, pelo exército Parlamentarista. Foi destruído deliberadamente e deixado como uma concha vazia.
Mais tarde, depois da restauração da monarquia, Carlos II concedeu o Castelo de Conwy a Edward Conway, 3º Visconde Conway. Em 1665, a madeira, ferro e chumbo restantes foram removidos do castelo por William Milward, em nome do par, e vendidos.
Actualmente, o castelo é um Scheduled Ancient Monument (Monumento Antigo Classificado), administrado pelo Cadw. Também faz parte do Património Mundial da Humanidade da UNESCO como parte do sítio Castelos e Muralhas do Rei Eduardo em Venedócia.

## Galeria de imagens

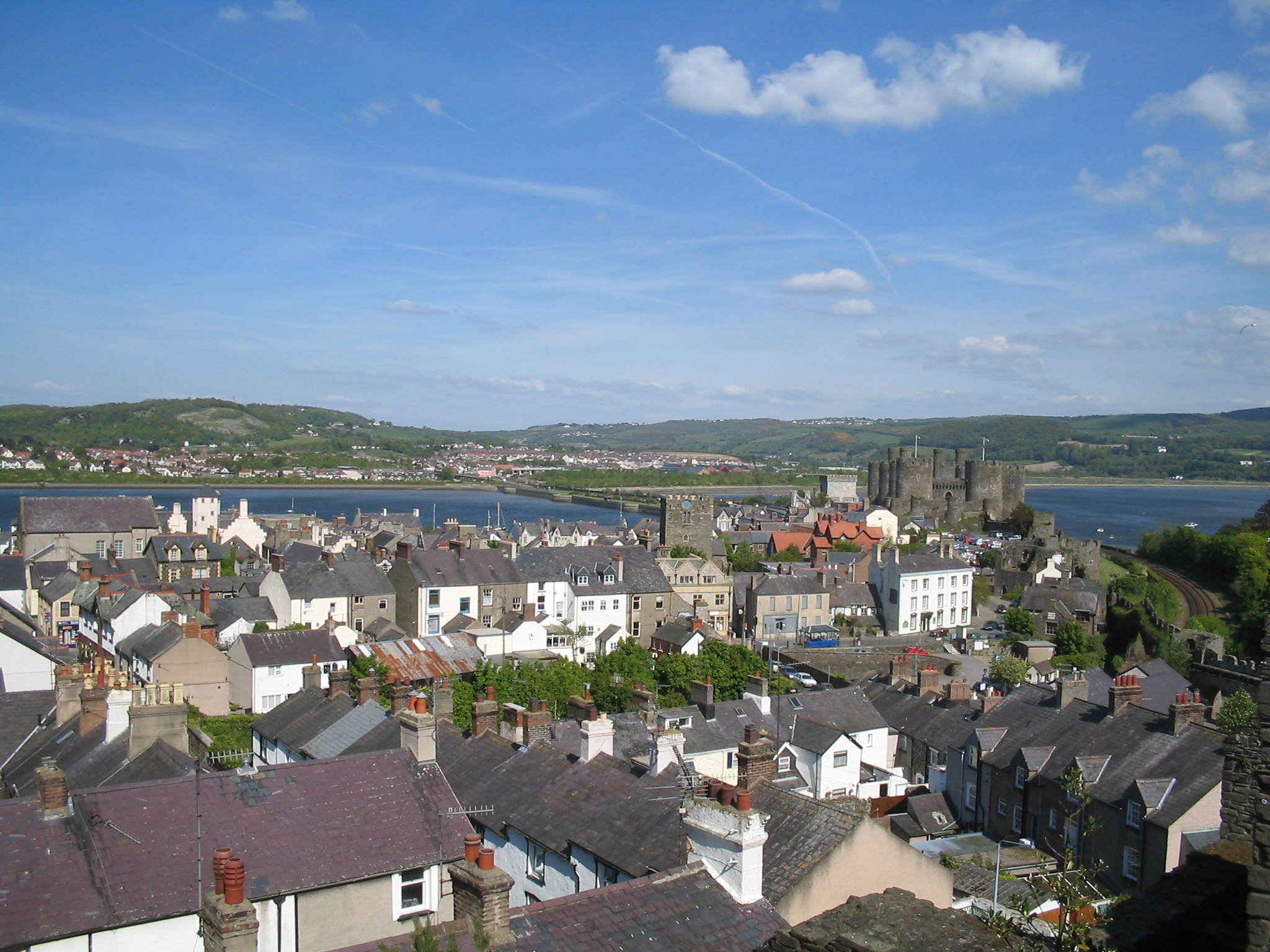
Vista da cidade murada de Cowny, com o Castelo de Cowny visível à direita.
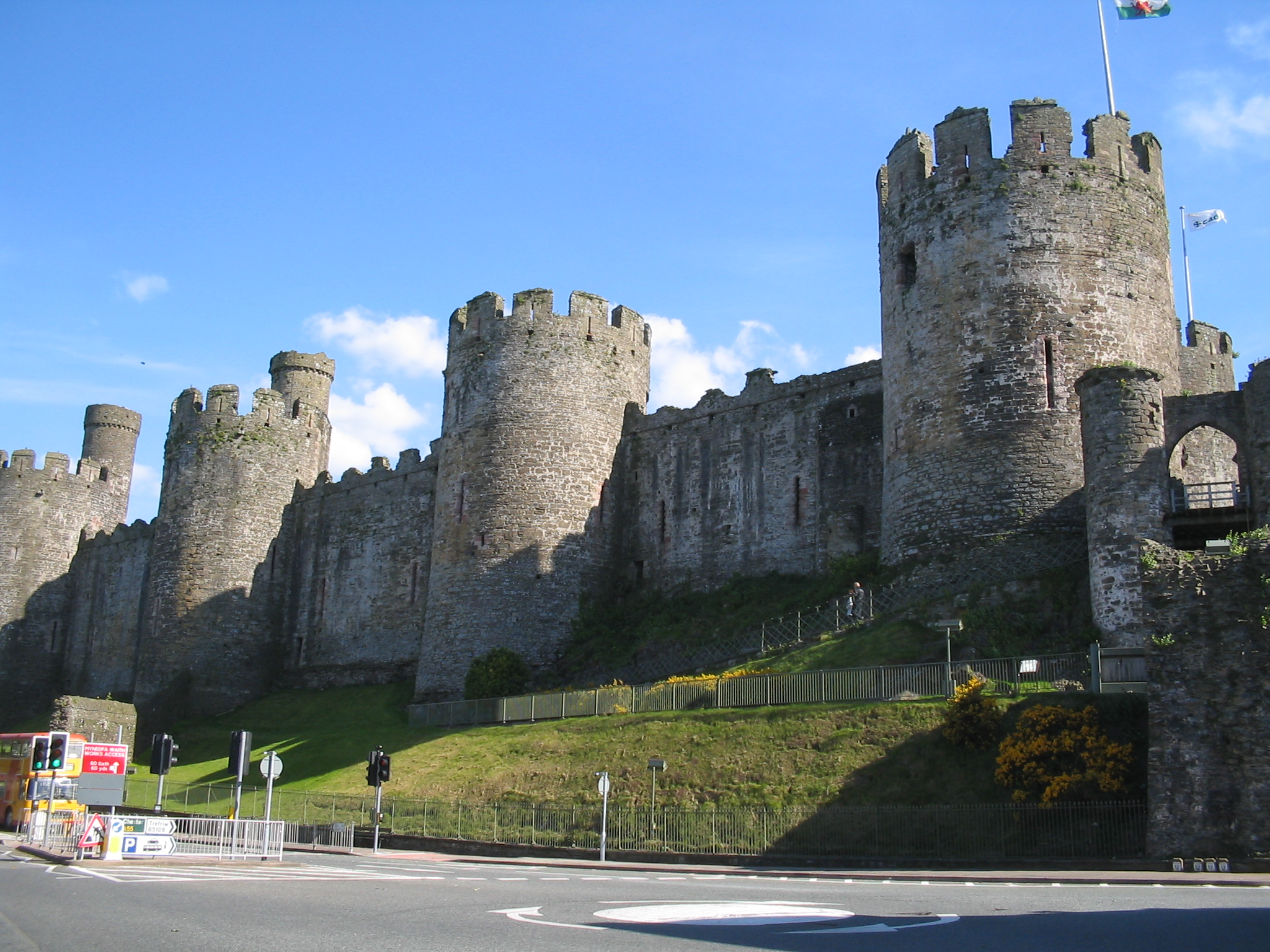
Muralhas defensivas do Castelo de Cowny, com a sua portaria original à direita.
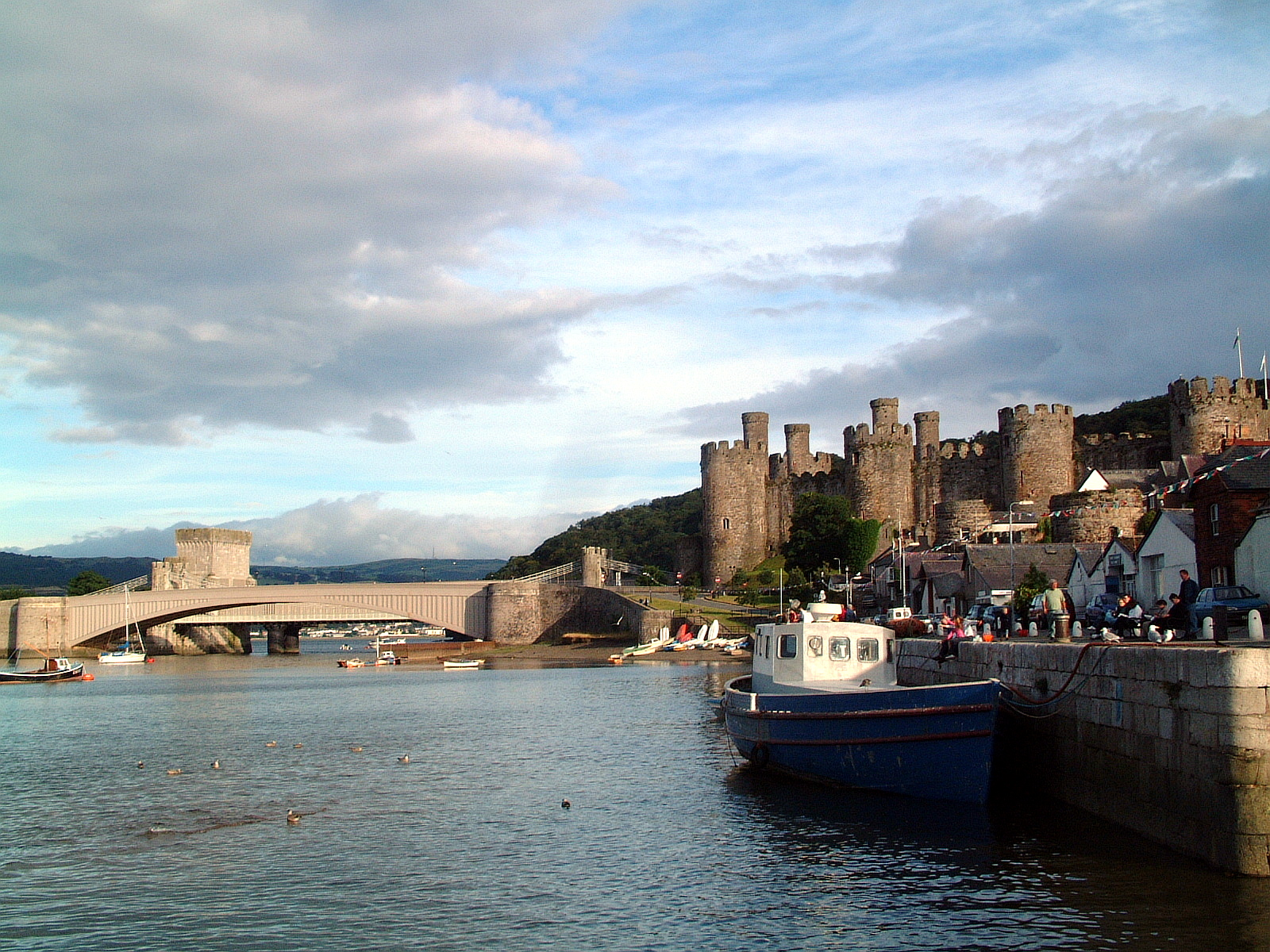
O Castelo de Conwy defendia o rio e o porto da cidade.
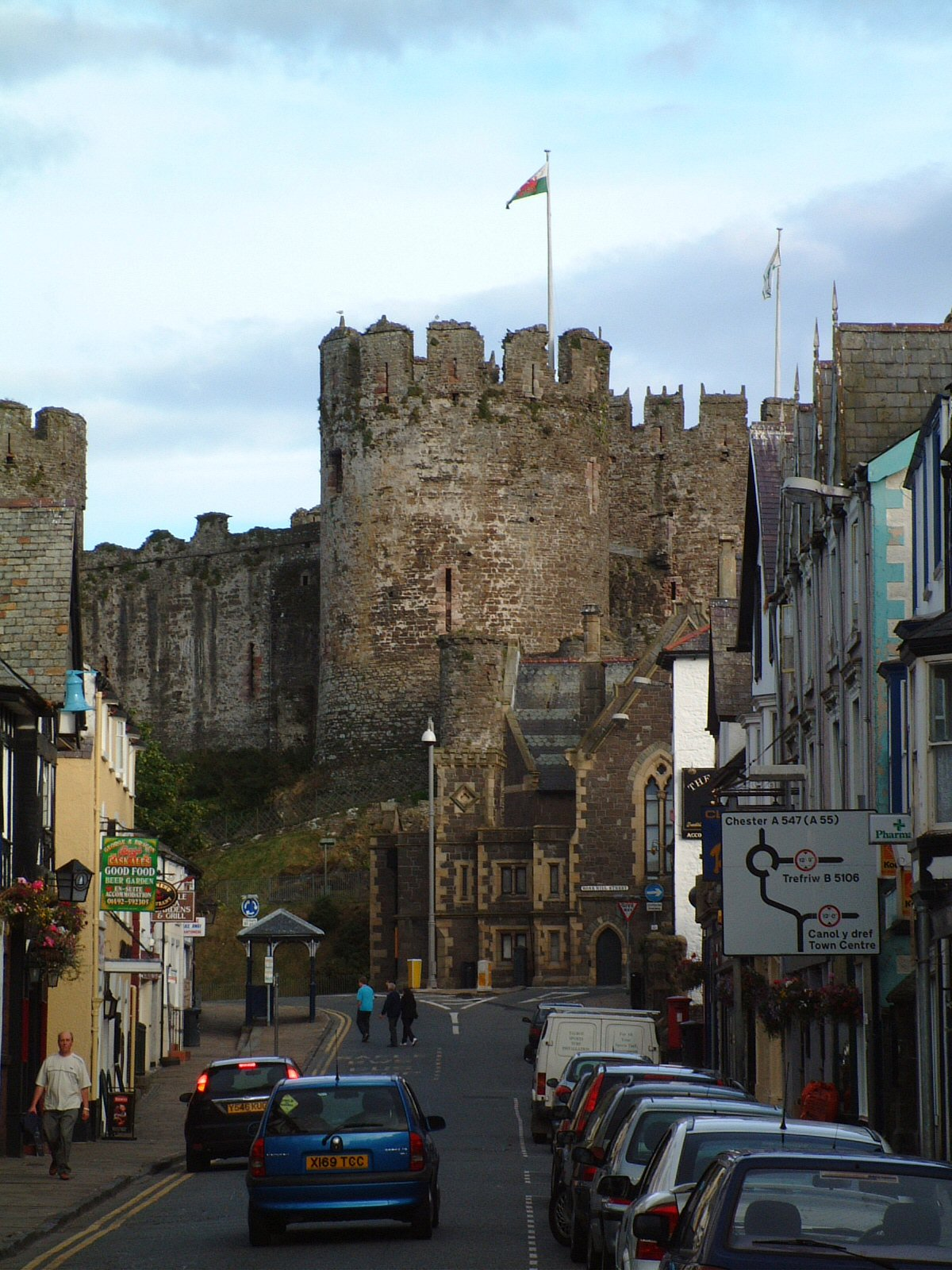
Uma rampa com degraus que, neste ponto, subia para a portaria original do castelo.
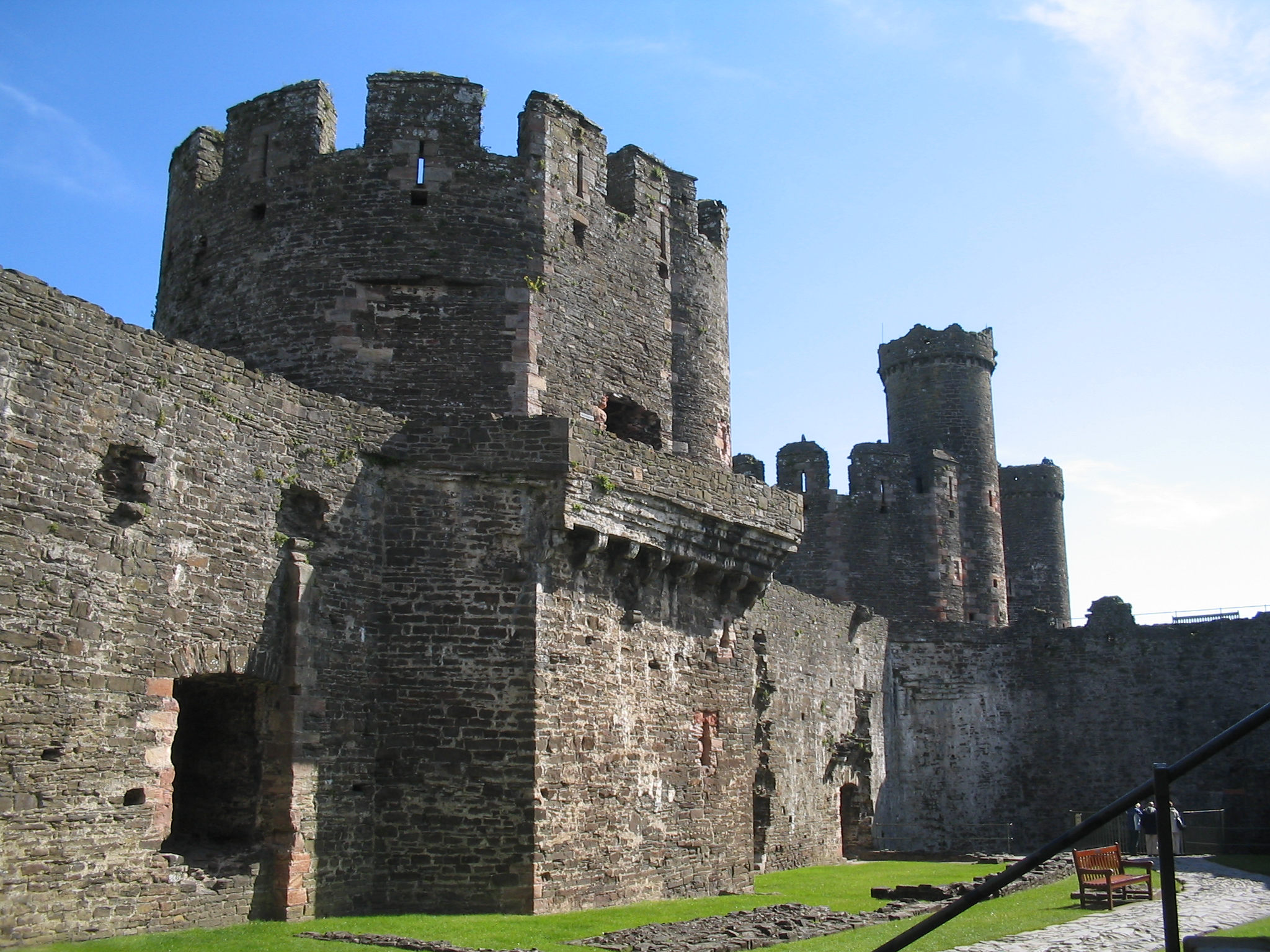
A caixa de aço da ponte ferroviária oitocentista foi construída com ameias de pedra para facilitar o seu enquadramento com o castelo medieval.
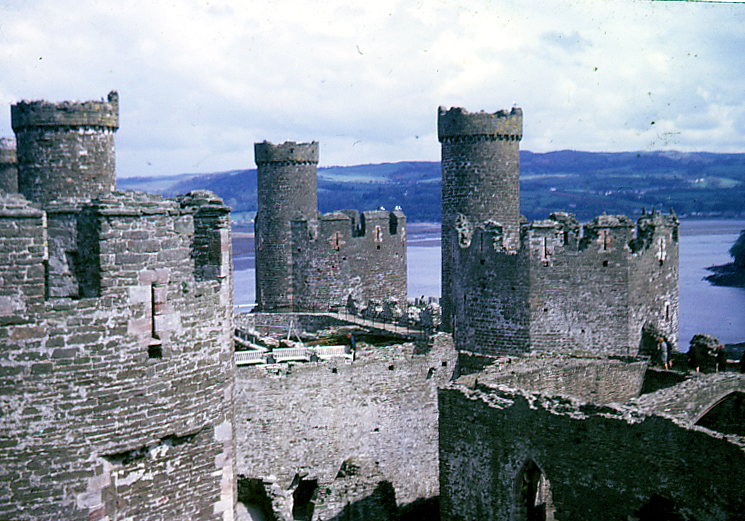
As torres do pátio interior. Estas tinham torretas adicionais para melhorar a defesa dos Aposentos Reais.
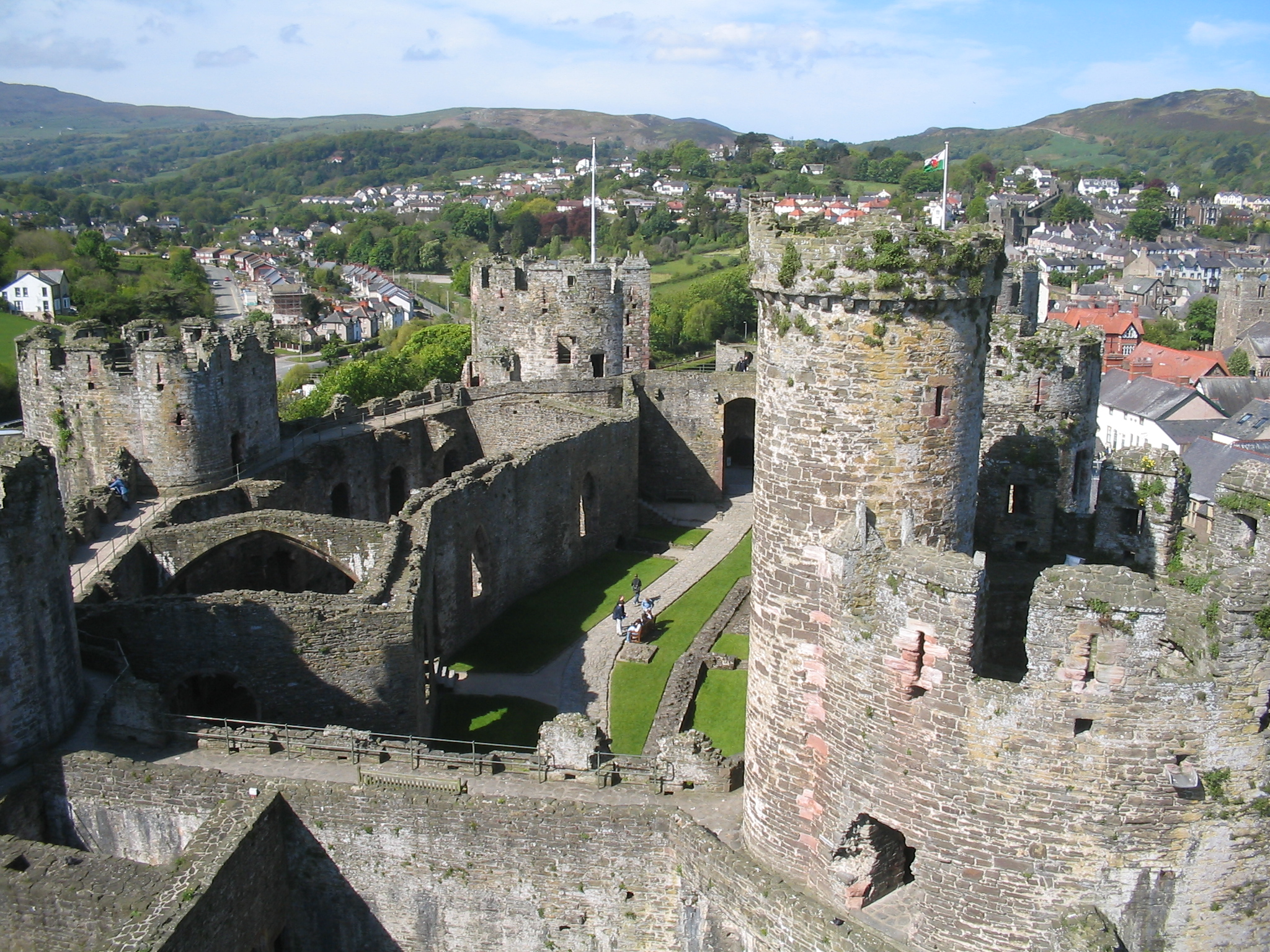
O pátio exterior.
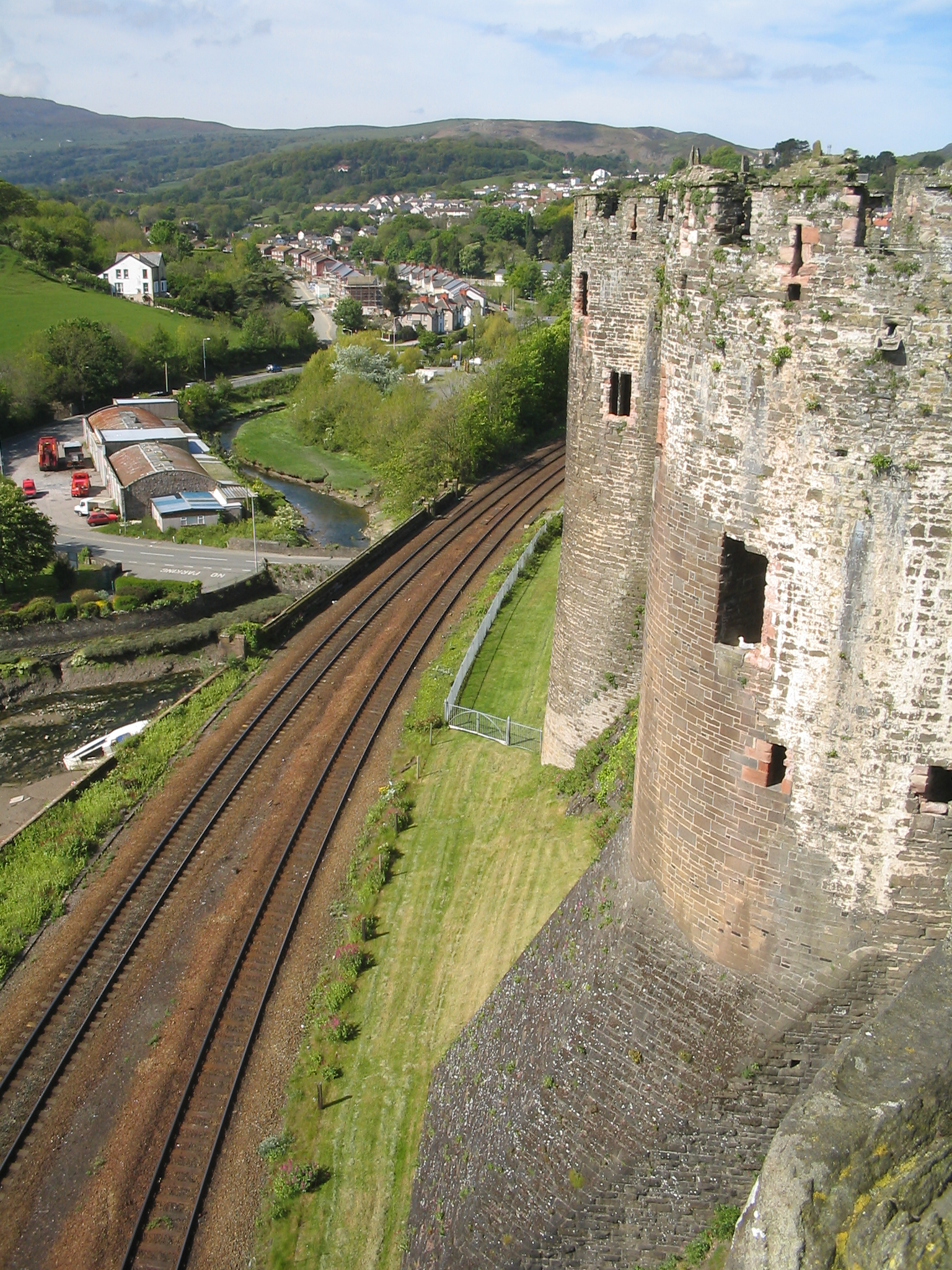
A North Wales Coast Line corre abaixo das muralhas sul do castelo.
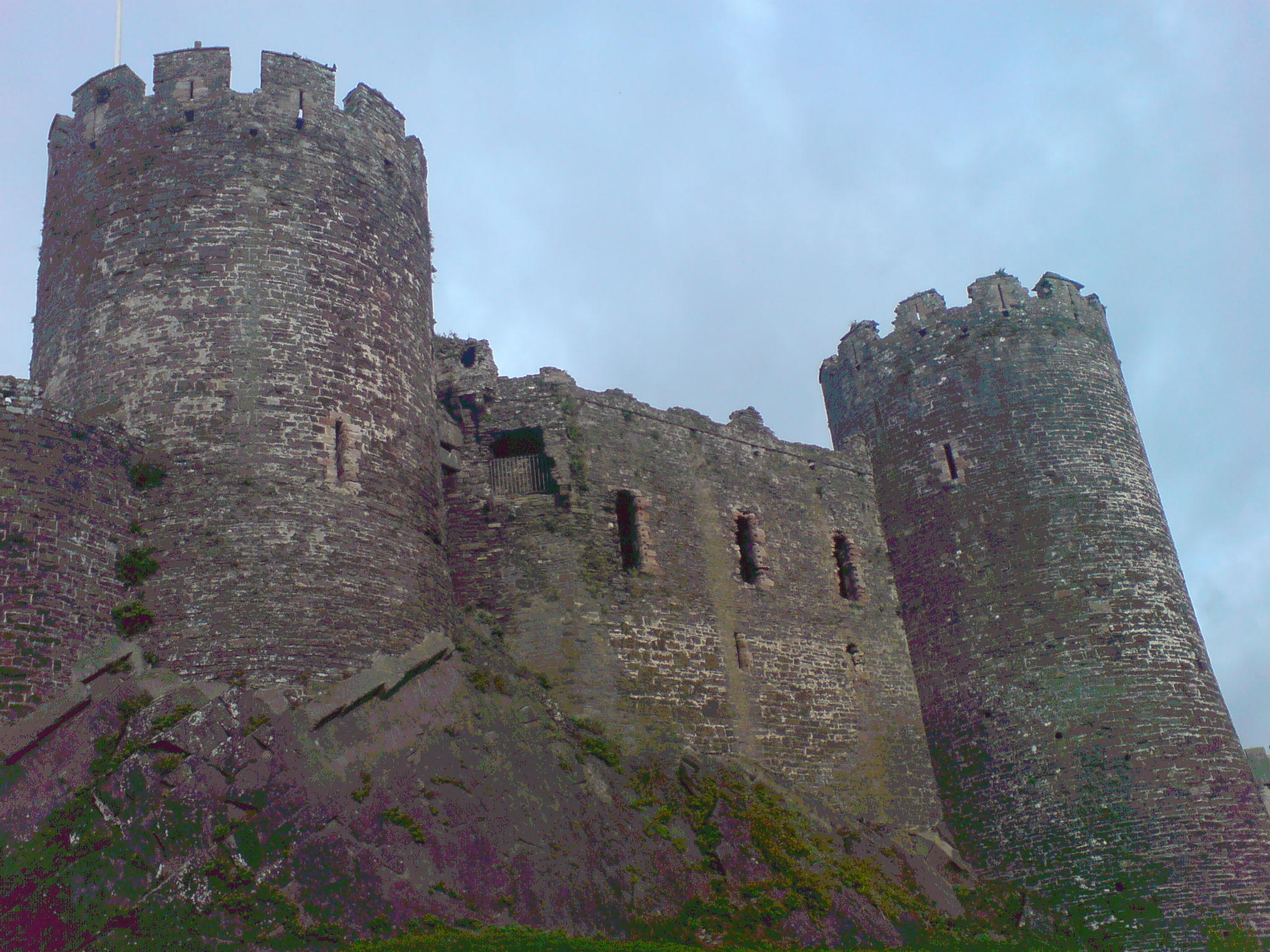
As muralhas do pátio exterior.
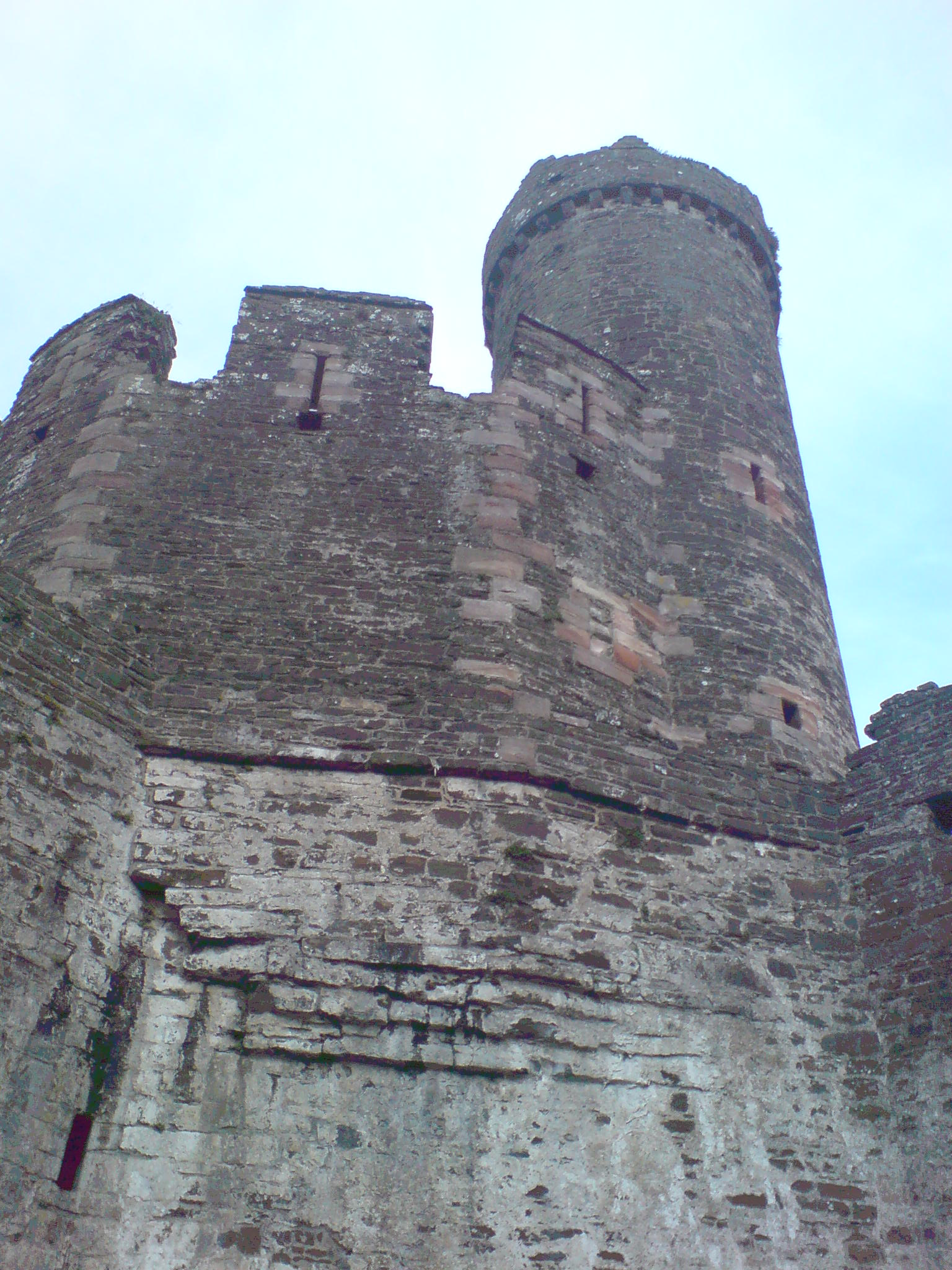
Uma das torres do pátio interior vista de baixo.
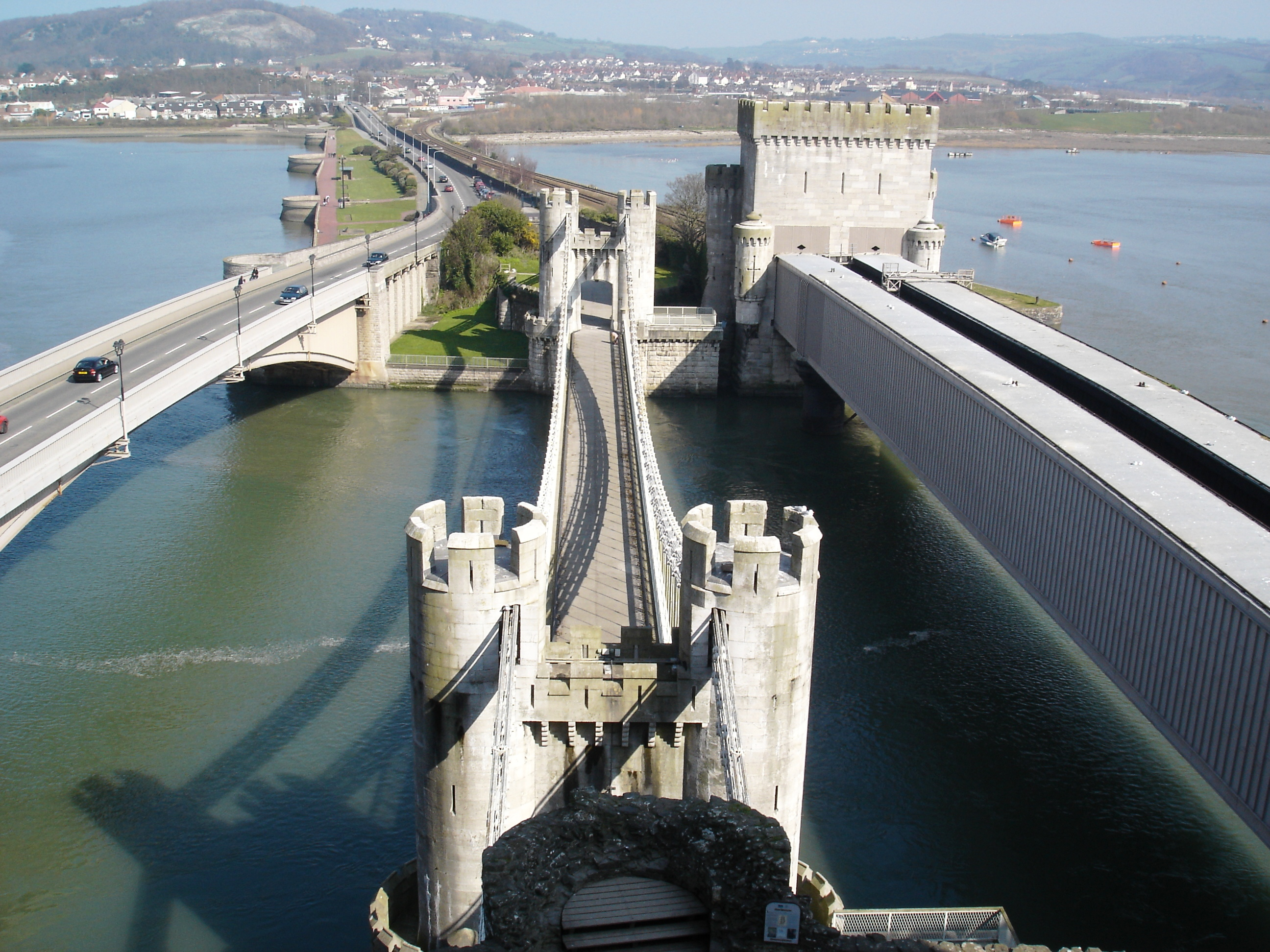
Vista do Rio Conwy e das suas pontes. A torre suspensa do meio foi construída por Thomas Telford em 1826.
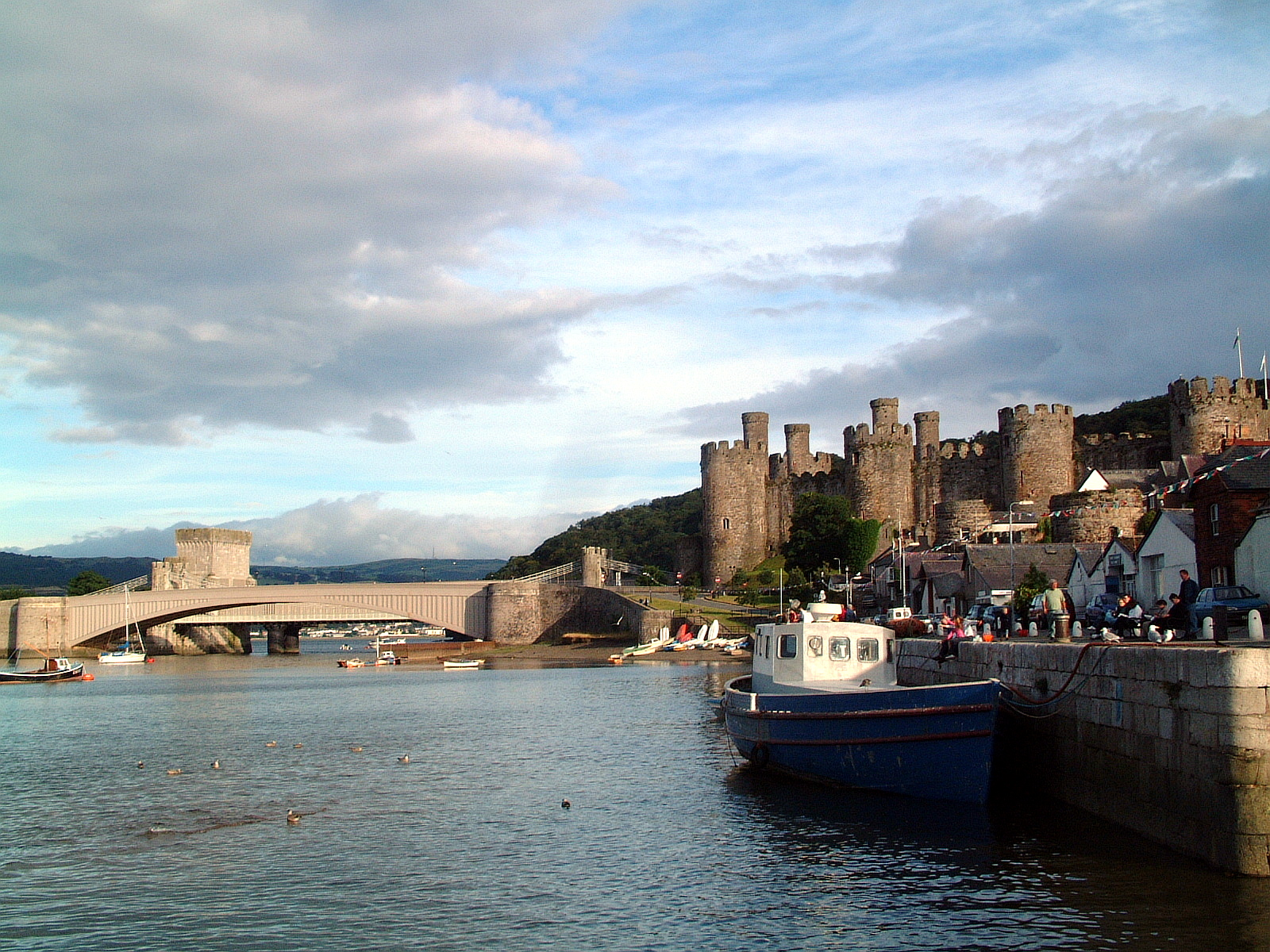
O Cawny Castle e as pontes sobre o Rio Cowny.